# شو ییفان
 شو ییفان (انگلیسی: Xu Yifan؛ زادهٔ ۸ اوت ۱۹۸۸) یک تنیس‌باز اهل جمهوری خلق چین است.